# Merionoeda longicollis
Merionoeda longicollis är en skalbaggsart som beskrevs av Holzschuh 1989. Merionoeda longicollis ingår i släktet Merionoeda och familjen långhorningar. Inga underarter finns listade i Catalogue of Life.